# Abaúj vármegye
Abaúj vármegye Magyarország egyik vármegyéje volt a 13. századtól 1881-ig, majd 1945–50 között. A Hernád folyó alsó szakasza mentén a Kassától Szikszóig terjedő területet foglalta magába.
Elődje az I. István alatt, a 11. század első harmadában szervezett Újvár megye volt. Ez az Árpád-korban a későbbi Heves és Sáros területeit is magában foglalva délen a Tiszáig, majdnem Szolnokig, északon a lengyel határig ért két, Borsod vármegye által elválasztott darabban. Ezek a területek Aba Sámuel birtokai voltak, és akkor szervezték őket egy megyébe, amikor Sámuel csatlakozott Istvánhoz.
Újvár megye két darabja Borsodtól délnyugatra illetve északkeletre a 13. század közepéig Hevesújvár, illetve Sárosújvár megye néven szerepelt. Heves és Sáros megyék a 13. század folyamán önállósodtak, az így kialakult maradék terület ettől kezdve szerepelt Abaújvár megye néven. Az Árpád-kor végére 257 forrásokkal adatolható település ismert a megyéből.
Abaúj vármegye székhelye 1647-ig Abaújvár, 1647 és 1881 között Kassa volt. Területe, határai szinte alig változtak az évszázadok során, de II. József, majd I. Ferenc alatt, végül az 1850-es évek abszolutisztikus rendszere idején rövid időszakokra egyesítve volt Torna vármegyével.
1881-ben egyesítették utolsó ízben a két megyét Abaúj-Torna vármegye néven. Ezt az elnevezést azonban az 1945-ös megyerendezéskor egyszerűsítették, így rövid 5 éves időszakra ismét felkerült az önálló Abaúj vármegye Magyarország közigazgatási térképére. Abaúj egykori területéből a Magyarországnál maradt rész 1950 óta Borsod-Abaúj-Zemplén megyéhez tartozik, míg az elcsatolt rész 1996 óta a Kassai kerülethez.

## Abaúj vármegye története 1881-ig

### Mohácsig
A honfoglalás után Heves-, Abaúj- és Sáros-vármegye területén az Aba nemzetség telepedett le. Aba Sámuel, a nemzetség ősatyja, a Mátraalján volt birtokos. Az első Aba birtokok 13. századi összeírásából kitűnnek birtokaik határai: Borsodtól délnyugatra az Eger vizén túl, a Mátra aljában Tiszáig terjedt, illetve Borsodon túl éjszak-keletre a Hernád völgyében, Zempléntől nyugatra terült el. Szent István a vármegyék megszervezésénél ez a terület vált Újvár vármegyévé. A nagy kiterjedésű vármegyét a kevés lakos indokolta. I. Béla királlyá koronázása előtt birtokolta a vármegye területét.
Az (Szent) István-kori államszervezés során létrehozott Újvár határvármegye területén a 12. században három erdőispánság: nyugaton a tornai, keleten a pataki, északon a sárosi alakult ki, melyekből a 13. század második felében, a tatárjárás után Torna és Sáros vármegyék különültek el, illetve szintén a valamikori óriási Újvár vármegyéből jött létre Heves vármegye (Heves-Újvár) is. Abaúj nemesi vármegye 1263-tól szerepel az oklevelekben.
A 11-14. században az országot északról védelmező határmegye volt, ez határozta meg a megyeközpont, az abaújvári vár helyét is a Zempléni-hegység északi peremén, közvetlenül a Hernád partján, egy alacsony, külön álló dombon.
Legnagyobb középkori birtokos családjai az Aba nemzetségbeli Amadék, a Drugethek, a Perényiek, a Rozgonyiak, Várdayak, a Czudarok és a jászói premontrei prépostság voltak.
Abaúj vármegye első jelentős eseménye 1046-ban történt, mikor az Orseolo Péter ellen szövetkező urak az év szeptemberében Abaújváron találkoztak. A Vata-féle pogánylázadás vezetői találkoztak Abaújváron a hazatérő Szár László (más források szerint Vazul) fiaival, Endre és Levente hercegekkel és pogány hit visszaállítását követelték. A hercegek belementek, hiszen csak így biztosíthatták, hogy a pogány csapatok mellettük álljanak a Péter elleni harcban.
1106-ban egy másik Árpád-házi herceg, a bátyja ellen lázadó Álmos foglalta el a várat Lengyelországból kapott katonai segítséggel. Könyves Kálmán ostrom alá vette Újvárat, mire a megrettent Álmos herceg megadta magát a királynak. 1217-ben a vármegye királynéi birtok lett és 10 településen német telepesek telepedtek le (Gönc, Perény, Vizsoly). Ez idő tájt alapítják a jászói premontrei káptalant.

Kiskirályok területei a XIV. század elején

A tatárjárás során a mongol csapatok átvonultak a vármegye területén, a szomszédos megyében zajlott le a muhi csata, mely után a királynak menekülnie kellett. Miután a tatár csapatok elhagyták az országot IV. Béla Fájt adományozza Barnabásnak és Doynnak (Dánnak), Rugacs fiainak, akik segítették őt menekülésében, lovukat adták neki. Kécsi Detre, a király hű szolgája, aki súlyos sebek árán mentette a királyt jutalmul sárosan kapott birtokot. A tatár elleni harcokban esett el Bende vitéz Perényben. Béla igyekezett a vármegye népességét pótolni; Buzitára és Szinára hospeseket telepített, akiknek földet adományoz. A várrendszert megerősíti (Abaújvár), illetve fejleszti: ekkoriban épültek a füzéri, boldogkői Amádé várak. Az újabb háborúra nem kellett sokáig várni; IV. László a vármegye területén viselt hadat Finta nádor ellen. László elfoglalta többek között Szalánc és Gede várát (Gömör vármegye) valamint Göncöt. Károly Róbert Kassa városát Omode (Amádé) nádornak adja hűségéért, amiért kitartott mellette Vencellel és Ottóval szemben. Amadé ellen a város lakó fellázadnak és megölik. Később fiaitól a király- hogy a lázongókat megbékítse- elveszi korábban adott adományait (Újvár, Zemlén vármegyéket, Munkács és Lubló várát). Ezért Csák Máté pártjára állnak és a rozgonyi csatában a király elleni harcban hal meg kettejük, Dávid és Miklós. Az 1312-es csata után Károly Róbert szétverette a Gönci Amádé várat. A rozgonyi csatát az okiratokon kívül egy falfestmény is megörökíti a szepesváraljai prépostságban, a festményen Semsey Frank lakja is látható A harcokban Drugeth Fülöp, az akkori ispán is részt vett, kivívta Regéc várát és a Szepességben is összecsapott Csák Mátéval. Harcok folynak továbbá Trencsény, Fülek és Sirok várainál is, a harcokban Ite fia János tünteti ki magát. Jutalmul Zemplénben és Abaújban kapott birtokot, Drugeth pedig a regéci és dédesi vár várnagyává emeli. János fia Péter is Csák ellen harcol és Trencsény és Tapolcsánynál súlyos sebeket szerez (két nyíl találja el és egy kő zuhan rá), jutalmul Széplakot kapja. Szintén Drugeth oldalán vett részt a harcokban Perényi Miklós és testvére János, aki a harcokban esik el. Később Amádé fiai is átálltak az oldalára, egyikük baranyai, bácsi, majd soproni ispán lett.
Az uralkodó, Lajos király lengyel kapcsolatai révén gyakran tartózkodik a vidéken így Abaúj vármegyében is. 1352-ben a Lengyelországból hazatérő Erzsébet királyné Vizsolyban szállt meg), Lajos 1362-ben Kassán tartózkodik, majd 1374 szeptemberében Vizsolyban van, ugyanezen évben Kassán tart országgyűlést Kassa 1374-ben szabad királyi város jogcímet kapott Nagy Lajostól.
Az Ulászló és V. László közötti versengésben a vármegye László mellé állt. László anyja, Erzsébet pedig a vármegye és egész felvidék irányítását Giskra Jánosra bízta. A csehek fosztogatásai ellen, a harmincaddal és tizeddel való visszaéléssel kapcsolatban sok panasz érkezett. A helyzetet az érintett vármegyék 1445-ben a Szinán tartott országgyűlés kísérlik megoldani. A felek megállapodtak, de a cseh csapatok betörései nem szűntek meg; Kassa mellett állította fel székhelyét Axamith, aki szintén zaklatta a felvidék népét. 1456-ban Rozgonyi László egyezséget köt Axamithtal és így Jászó Kassa kezére jut.

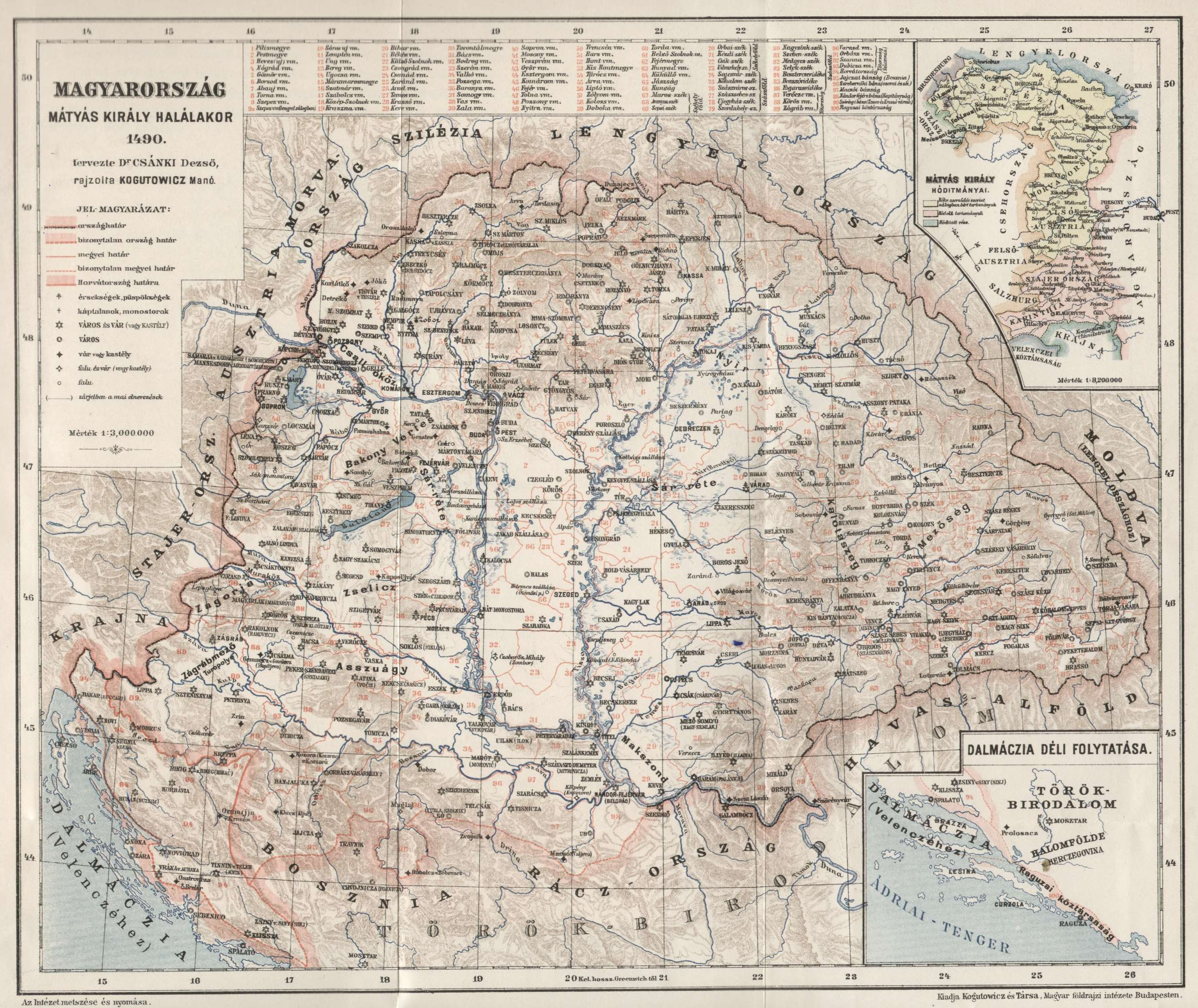
Csánki Dezső–Kogutowicz Manó: Magyarország Mátyás király halálakor

Az 1490-es években Albert lengyel herceg próbálkozik többször Kassa meghódításával, sikertelenül. II. Ulászló halála után öccse, János Albert is igényt támasztott a magyar trónra és Magyar Balázs által vezetett seregei betörtek az országba, hozzájuk csatlakozott Perényi Imre (zempléni, nógrádi főispán) hada is. János Albertet Kassa alatt felvert táborban királlyá választják. A következő évben, 1491-ben János Albert újra az országra tör, ezúttal Szapolyi István óvta meg a Felvidéket és János Albert lemondott törvényes királlyá választásáról.
A Dózsa-féle parasztfelkelésben nem volt számottevő a vármegyei jobbágyok száma, viszont két fővezérei Kecskés Tamás aszalói származású és Mészáros Lőrinc meggyaszói ember volt. A fő gyülekező helyek Enyickén és Szikszón (Bereck plébános) voltak. A lázadók lecsillapítására Perényi Istvánt és Gagyi Demeter alispánt küldték.

### Királyviszályok
1526-ban Szapolyai János közli a vármegye vezetőivel, hogy az ország királyává választották, és kérte a vármegyét, hogy portánként 1 forint adót vessen ki az ország céljaira. Ferdinánd nyomtatott felhívásokban közli, hogy Szapolyai megválasztása jogtalan volt és híveit pártütőnek bélyegzi. Abaúj vármegye főispánja ekkor Perényi Péter volt, aki Ferdinánd oldalán állt, az alispánnal, Némethy Miklóssal együtt. Perényi egy ideig a rábízott koronát a füzéri várban őrizte, majd átadta a Habsburgoknak. Harcok kezdődtek a két király és hívei között. Először a szomszédos vármegyében lévő Szendrőt ostromolja János király serege, de Bebek Ferenc visszaveri. A harcok hamar átterjedtek Abaúj vármegyére. 1527-ben Bebek Ferenc elfoglalta többek között Szádvárat, később pedig Torna várát. 1528-ban János személyesen vett részt a Szinai csatában, de Ferdinánd csapatai döntő vereséget mértek rájuk. Ferdinánd később bevette a Tornai várat.
1529-ben Perényi Péter feleségével és fiával Szapolyai fogságába esett és szabadságáért cserébe Szapolyai pártjára állt. János király és csapatai beveszik Boldogkő várát, Bebek Ferencnek 6 heti ostrom után sem sikerül visszavívnia. 1553-ban Ferdinánd Felső-Magyarország főkapitányává Feledy Eustachot nevezi ki. 1556-ban nagyidai is feladja a harcot és Ferdinánd pártjára áll. 1538-ban a két király békét kötött Váradnál. Nem sokkal később a megye nagyobbik része János kezében volt, visszapártolt hozzá Perényi Péter és Bebek Ferenc is.
A török csapatok először az 1550-es években törtek be a megye területére, mikor is Szikszót támadták. A visszavonuló csapatokat Sajókazánál érte utol Felső-Magyarország főkapitánya Thelekessy Imre. 1567-ben a török Gagybátor és Felsővadász környékén tartózkodott. 1588-ban Rákóczi Zsigmond verte szét a létszámfölényben lévő török hadakat Szikszónál.
Miksa király uralkodása alatt a vármegyei gyűléseket Vámosnémetiben, Göncön, Garadnán és Nagynémetiben tartották. Rudolf uralkodása alatt Miksa főherceg a vármegye területéről gyűjtött sereget lengyelországi hadjáratára. A sereg nagy része a pitcheni csatában esett el. Amikor Rudolf megtiltotta a vallási ügyek országgyűlési tárgyalását, a vármegye Bocskay táborába áll és jelentős szerepet vállalt a vallásszabadságért és a nemzeti eszményekért folytatott küzdelemben. Károli 1590-re készült el a teljes Biblia magyar fordításával. Bocskai István 1605-ben, a szerencsi országgyűlésen választották Magyarország és Erdély fejedelmévé. Bocskay halála után a vármegye meghódolt Rudolfnak.
1619-ben Bethlen Gábor Kassán tartott országgyűlésen hirdettek háborút II. Ferdinánd király ellen. A háborút lezáró békében Abaúj Bethlennek, Torna pedig a királynak jutott. Mikor Bethlen 1629-ben meghalt Abaúj is a király kezére jutott.

### Az 1631-32-es parasztlázadás
1526 óta a vidéken magyar és oszmán csapatok is tartózkodtak és nemcsak a törökök fosztogatták a jobbágynépet, ehhez társultak az osztrák csapatok is. A további megszállókat a parasztság nem tűrte tovább és 1631-ben lázadásban tört ki.
Eleinte Tornában és Borsodban lázadtak fel, de hamar tovaterjedt a szomszédos vármegyékre, így Abaújra is, és nemsokára a szervezkedések egyik főfészke lett. A lázadók feje (főkapitánya) Császár Péter, a Fáncsy család, Bükkaranyosról származó jobbágya volt, rajta kívül vezér volt még Nagy Ambrus, és az abaúji lázadók kapitányai: Pap György és Vince János.
A lázongó jobbágyok Göncön gyülekezetek, megbékítésükre követeket küldtek. Ugyanakkor a kassai alkapitányt, Bornemissza Jánost is értesítették, aki közölte velük, hogy ő már lecsendesítette a lázongókat követeléseik teljesítésével.
Ezek a követelések következők voltak: a 40-es évek óta tartó katonai garázdálkodások szűnjenek meg, az ország védelmére történő katonai összeírások szabályosan, fegyelmezetten történjenek, a felkelők kapjanak amnesztiát, a fogvatartott társaikat – többek között Szalonnán- engedjék szabadon. Legfőbb kívánságuk az volt, hogy az alkapitány szerezzen nyilatkozatot a fentiek betartására a nádortól, valamint a katonai kihágások szűnjenek meg, illetve a hadak oszoljanak fel.
Egy hónap múlva azonban sem a nádori nyilatkozat nem érkezett meg, sem a katonai zaklatás nem szűnt meg, ezért újra panaszt emeltek. A válasz erre az volt, hogy hagyjanak fel a lázadás szításával és minden bajukat igyekeznek majd orvosolni. A levelet kiküldték az Alsógagyon tartózkodó Császár Péternek és nagy Ambrusnak, valamint a szikszón tartózkodó Pap Györgynek és Vincze Jánosnak. A lázadók egyre többen voltak, ezért a nádor a felkelés leverésére szólította fel a megyét, ezt indokolta az is hogy Császár közben az egri pasával is tárgyalásokba kezdett.
A vármegye igyekezett elkerülni a vérontást, ezért felajánlotta a vármegye népének, ha leteszi a fegyvert, visszatér földesuraik szolgálatába, a további zaklatások ellen ne fegyverrel kelnek fel, hanem jelentik az incidenseket a vármegyéknek (akik megteszik a szükséges intézkedéseket), akkor a kapitány akár másokkal szemben is megvédi őket. Amennyiben nem fogadják el ezeket a feltételeket a vármegye fegyverrel fordul ellenük. Döntésüket a nagyidai (1632. március 19.) megyei gyűlésig kellett meghozniuk. A lázadók nem válaszoltak, amiben része volt annak is, hogy időközben Forgách Mihály kapitány elfogatta Császár Pétert és 1632. március 4-én Kassán kivégeztette, felnégyeltette.
A lázongások fokozódtak egyre több falura kiterjedt, és a kegyetlenkedések is történtek, a parasztokhoz küldött Mackó György hírnököt megkínozták és megölték. A lázadások lecsendesítésével a király Rákóczi Pál országbírót bízza meg, aki a felajánlott békepontokat a vármegyével és a parasztsággal is elfogadtatta. A vonakodókat pénzbírsággal sújtotta, csakúgy mint a felkelt falvak és mezővárosokat is. Nagy Ambrus csapatait Nyírbátornál verték szét, ahol Nagy is elesett.

### Az egyesítésig
III. Ferdinánd uralkodása alatt újabb területeken jelentek meg a törökök. A király vonakodott orvosolni az újabb foglalásokat, ezért 1634-ben újabb lázadás tört ki. A törökök újra és újra betörtek a falvakba és sokakat elvittek rabszolgának, vagy megölték, akik pedig túlélték fizették a sarcot.
I. Rákóczi György 1644-ben vonult be Kassára. Nagyszaláncnál és Somosnál győzelmet aratott a császári csapatok felett és elfoglalta a Regéci várat.
1703-ban kitört a Rákóczi-szabadságharc, melynek ideje alatt a vármegye elnéptelenedett, számos falu elpusztult. A helyzetet tovább súlyosbította az 1710-es pestisjárvány. A lakosság pótlására betelepítések kezdődtek; 1714-ben az újonnan letelepülők részére 3 évi adómentességet ígértek. A vármegye területén 1715-ben csupán 922 portát találtak. Mária Terézia uralkodása alatt a Sziléziáért folytatott harcokban a vármegye lakossága is részt vett.
1783-ban II. József látogatást tett Abaújban és két évre rá először egyesítette a vármegyét Tornával, megszüntetve a vármegyei és városi önkormányzatokat. A két vármegye 1790-ben vált szét, Abaújt az addigi négy helyett öt járásra osztották, és bevezették a magyar nyelvet a közigazgatásban.
I. Ferenc uralkodása idején a vármegye 4 század lovasságot és 3 század gyalogságot állított ki a franciák ellen, melyek a győri csatában is részt vettek. 1809-ben az osztrák császár gyermekei Kassára menekültek. Az 1827-es összeíráskor egy szabad királyi városa (Kassa), 11 mezővárosa, 239 községe és 107 pusztája volt.
1831-ben súlyos kolerajárvány pusztította a vármegye lakosságát. A nép azt hitte, hogy a földesurak mérgezték meg a kutakat, ezért több faluban lázadás tört ki (koleralázadás). Valójában csak bizmutporral akarták fertőtleníteni a kutakat. Szaláncon Brezinai János lázította az embereket, lovasság vonult ki és Brezinait két társával együtt kivégezték. A vármegye más területein is leverték a felkeléseket, amin csak könnyített, hogy egyszerre maximum egy-két falu lázadt fel.
A szabadságharcban Abaúj vármegye 2 zászlóalj gyalogos és 3 század lovas nemzetőrt állított ki, emellé jött még a vörössipkás honvédek zászlóalja (kilencedik), valamint az önkéntesekből kiállított 2 gyalogos és egy lovas század. Szintén részt vett a forradalomban az abaújmegyei 34. sorgyalog három zászlóalja is. A forradalom ideje alatt a vármegye területén három nagy csata és több kisebb ütközet zajlott. Kassa közelében két csata volt, 1848. december 11-én és 1849. január 4-én. A szikszói csata nagy jelentőséggel bírt, hiszen ebben az összeütközésben állították meg az előrenyomuló Schlik tábornok csapatait. Szintén a vármegye területén zajlott le a hidasnémeti ütközet (1849. február 8.) és februárjában Görgey és Klapka csapatai Kassán egyesültek. Az oroszok 1849. június 24-én vonultak be Kassára, ezzel a vármegye számára véget ért a forradalom.
A forradalom után, 1850-ben az új rendszer (Bach) kereteiben, Magyarországról leválasztották Erdélyt, Horvátországot, a katonai határőrvidéket és a Szerb Vajdaság és Temesi Bánság|Szerb Vajdaságot és a Temesi bánságot, fennmaradó területen pedig öt kerületet alakítottak ki. A kassai közigazgatási kerületbe tartozott Abaúj, Torna, Gömör, Szepes, Sáros, Zemplén, Ung Bereg, Ugocsa és Máramaros vármegye. A kialakított kerület élére megyefőnököket tettek; 1850-ben Szirmay Sándort, 1853-ban Máriássy Ádámot (1805-1879). A korszakban nagy németesítés indult, így a kassai középiskolákban is a német lett a hivatalos nyelv.
1857-ben Ferenc József látogatást tett a vármegyében, szeptember 2-án érkezett Jászóra, majd két nap múlva Kassán volt. 1860. október 30-án a kialakított kerületeket felosztották, így Abaúj és Torna újra önálló lett.

## Főispánok
| Sorszám | Név                                                                        | Szolgálati idő                         | Megjegyzés |
| ------- | -------------------------------------------------------------------------- | -------------------------------------- | --- |
| 1.      | Fancisca                                                                   | 1068-1071                              | |
| 2.      | Máté/Mátyás                                                                | 1138                                   | |
| 3.      | Antal                                                                      | 1173                                   | 1173-ban találkozunk nevével. A király, III. Béla "egy vasárnap Szena ispán udvarán Dénes bácsi, Gál erdélyi fejérvári, Tamás kolosi, Szemere semptei, Pongrácz temesi, Antal újvári, Csoba esztergomi, Kornél győri ispánok és más urak társaságában egy tölgyfa alatt ülve, meghallgatta Kaba urat s rendelkezését, mellyel vagyonát a pannonhalmi apátságnak hagyta az urak beleegyezésével jóváhagyta. |
| 4.      | Dénes                                                                      | 1198-1199                              | 1199-ben Bánk, a későbbi nádor és bán is említve ispánként |
| 5.      | Ech (Eth)                                                                  | 1201                                   | Geregye nembéli Eth, Ech, vagy Écs. 1200-ban erdélyi vajda és gyulafehérvári ispán. Újvári ispánként két oklevél említi, nevét egyszer Eth, egyszer Ech alakban írva. |
| 6.      | Miklós                                                                     | 1203 és 1205                           | Miklós újvári ispán 1203-ban említve. 1205-ben egyszerre nádorként és nyitrai, valamint abaúji ispánként is említve. 1206-1207-ben nyitrai, 1207-ben szolnoki ispán. 1208-1210 között udvarispáni tisztséget is viselt |
| 7.      | Bánk                                                                       | 1206                                   | szlavón bán, majd nádor, több vármegye főispánja, végül országbíró. |
| 8.      | Benedek és Márton                                                          | 1209                                   | Korláth vagy Konrád fia Benedek (Windelik), Erdélyi vajdaként is említve 1202-1203 között, 1206-ban, majd 1208-1209 között. 1209-ben kétszer szerepel az oklevelekben újvári ispánként. 1202-ben III. Bélától kapja adományba Martonfalvát. Felesége egy Thota nevű asszony volt, aki Konstancia királynéval érkezett Magyarországra. Benedekre 1221-ben duxként hivatkoznak Lehetséges, hogy azonos az 1205-ben bodrogi és 1206-1208-ban soproni ispáni tisztséget viselő Benedekkel Márton, 1209-ben kevei és újvári ispánként is említik. 1214-ben udvarispán. Elképzelhető, hogy azonos a Hont-Pázmány nembeli Woya fia Márton, későbbi bánnal. |
| 9.      | Miklós                                                                     | 1212                                   | egy 1212-ben keletkezett oklevél "Miklós bán, akkori újvári ispán"ról tesz említést. |
| 10.     | Sándor                                                                     | 1214                                   | 1207-ben mosoni, 1209-ben és 1213-ban somogyi, valamint 1214-ben újvári ispán. Zsoldos Attila 1215-ben is Újvári ispánként tünteti fel, illetve, Hontpázmány nembéli Tamás fia Sándorral azonosítja, aki 1217-ig, majd 1234-1235-ben főpohárnokként, illetve 1235-ben lovászmesterként szerepel. |
| 11.     | Dénes                                                                      | 1216-1219                              | Ompud (Apod) fia Dénes, királyi tárnokmester, később (1227-1229, 1231 – 1234) nádor, akit Róbert esztergomi érsek kiátkozott, amire ez a pozsonyi prépost arculütésével, a szepesi préposton és plébánoson végbevitt hatalmaskodásaival és egyéb üzelmeivel szolgált rá. II. Endre halála után megvakíttatott. |
| 12.     | Benedek                                                                    | 1220                                   | Sámuel (Samud) fia, 1219-ben nyitrai főispán, később (1231-1232) országbíró. (1221-ben Dénes tárnokmestert említik) |
| 13.     | Márton és Bánk                                                             | 1222                                   | 1222-ben két újvári ispánt is említenek, Bánkot és Mártont, Mihály fiát, aki 1223-ban mosonyi ispánként szerepel |
| 14.     | Lőrinc                                                                     | 1222-1224                              | Ochuz fia, 1217-ben kapja meg a főpohárnoki címet, mikor a keresztes hadjáratban való részvételre készül. 1221-ben főpohárnokmester és Keve vármegye főispánja, 1222-1224 között abaúji ispán (az oklevelet, melyben utoljára említik 1223-ban keltnek tartja a legtöbb forrás, de Szentpétery Imre munkájában felhívja a figyelmet, hogy a Kállay család levéltárában található eredeti példányon egyértelműen 1224 a dátum.) |
| 15.     | Péter                                                                      | 1230-1232                              | Téténynembeli, Marcell testvére. 1221-ben temesi ispán, 1229-1230-ban a királyné udvarispánja, 1230-1232 között újvári ispán (1230-ban újvári és királynői udvarispáni tisztséget egyszerre viselte). 1233-ban nyitrai ispán. |
| 16.     | Tivadar (Theodorus/Tódor)                                                  | 1233                                   | 1224-ben bihari, 1225-ben mosoni, 1233-ban nyitrai főispán. |
| 17.     | Marchard (Markvart)                                                        | 1246                                   | Aba nembeli, 1257 táján részt vett a stíriai hadjáratban |
| 18.     | Kinizsi Mihály                                                             | 1246                                   | |
| 19.     | Dávid, Lőrinc                                                              | 1263-ban említik őket főispánként      | |
| 20.     | Benedek                                                                    | 1266                                   | Tombold fia Benedek 1262-ben István királynak lovászmestere; 1266-ban István országbírája és Abaúj vármegye főispánja; 1268-ban István nádora és Szeben vármegye főispánja, mely tisztségeit bizonyosan Béla haláláig megtartotta. 1268 körül Bács vármegye főispánja (Tunold fia Rajnald formában említik). Atyjának neve (Tombold) arra enged következtetni, hogy a Gömör vármegyei Balog nemzetség leszármazottja. |
| 21.     | Eth                                                                        | 1272                                   | |
| 22.     | Péter                                                                      | 1288-1291                              | |
| 23.     | Péter                                                                      | 1298                                   | Somosi György fia az Amadé nemzetségből. A Turul szerint 1284-1304 egy Péter volt a vármegye ispánja. |
| 24      | Omode                                                                      | 1300                                   | Aba nembéli Izsák (Itzák) fia. |
| 25.     | Salamon                                                                    | 1301                                   | Jászói prépost |
| 26      | Mihály                                                                     | 1312-1314                              | Szikszói Marhard fia |
| 27      | János                                                                      | 1316                                   | Talán Aba Amadé fia, vice iudex curiae regiae – alországbíróként is említik |
| 28      | Drugeth Fülöp                                                              | 1313/1317-1327                         | Szepesi ispán (1317-1318), királybíró (1317), királynéi tárnokmester (1322-24), nádor (1322/23-27. augusztus). Károly Róbert bizalmas embere, hadvezére volt. |
| 29      | Drugeth Vilmos                                                             | 1327-1338                              | Drugeth János elsőszülött fia. 1327-től abaúji, 1327-től 1342-ig szepesi, 1329-től 1341-ig sárosi ispán, 1333–42 között (így a visegrádi királytalálkozó idején is) nádor és a kunok bírája. 1339-ben hevesi, 1342-ben borsodi ispán. Hatalmas vagyonáról már 1330-ban végrendelkezett, és végrehajtóul I. Károly királyt jelölte meg. |
| 30      | Tamás                                                                      | 1343-1345                              | Szécsényi vagy Aladár Niphus Tamás. Tárnokmester (két ízben 1339 – 1342 és 1342–1343) valamint borsodi és szepesi ispán. Az újvári ispánságot 1343-ban megyésispánok között darabolták fel. Abaúj megye élén azóta állt külön ispán. |
| 31      | Koch Péter                                                                 | 1345-1348                              | |
| 32      | Kapy Pohárnok Péter                                                        | 1352-1357                              | Szaploncai Kapi Poháros Péter, Gyenge Miklós fia, felesége, Erzsébet, Kisasszonyfalvi Hektor leánya. Egyes felsorolások 1344 és 1360 közé teszik főispáni működését. Udvari lovag, szalánci és boldogkői várnagy. |
| 33      | Perényi Péter                                                              | 1363                                   | |
| 34      | Olnódy Zudar Péter (István)                                                | 1364-1370                              | Pohárnokmester, szlavón bán (1373-81) és egy hónapig országbíró is volt 1373-ban. A Zudar (Cudar) család ónodi ágának megalapítója. Feleségei: Fonyi Anna (Anych), és ? Dorottya. Cudar Istvánról az 1370-es években tesznek említést. |
| 35      | Bebek család                                                               | 1390                                   | 1390-ben Bebek László (István fia) ugyanezen évben Pelsőczi Bebek László és Ferenc (Pelsőczi Bebek István, a királyné főpohárnokmesterének fiai) |
| 36      | Gersey Pethő János (Tamás)                                                 | 1401/1406                              | |
| 37      | Pálóczy Mátyus (Máté)                                                      | 1412                                   | Nádor (1435-36), országbíró (1425-35) Pálóczy Mátét és Imrét említik diósgyőri és regéci várnagyokként, titkos kancellárokként (1419-23), borsodi, szabolcsi, hevesi (1409-) és beregi (1419-) ispánokként. |
| 38      | Perényi Péter                                                              | 1412-14                                | (?-1423/24) 1415-1423 között országbíró, 1397-ben macsói bán, mint ilyen kapta Szikszót és Alsóvadászt Abaúj vármegyében. 1402–1414-ben Ugocsa, 1404-ben a székelyek, 1408-ban Marmaros, 1411–1414-ben Zemplén, 1414-ben Abaúj és Ung vármegyék főispánjaként említik. 1408-ban a Sárkányrend tagja lett, és 1411-ben Sztropkó várát és egyéb Abaúj megyei jószágokat a lázadó Debrő István leverésében szerzett érdemei miatt Zsigmond királytól kapta adományba. 1415-ben országbíró lett. Három fia született: Miklós, Simon és János. |
| 39      | Rozgonyi Osváth, Rozgonyi Rajnáld (1446-ban)                               |                                        | Rajnáld Zemplén vármegye főispánja is volt |
| 40      | Ottopáni (Osztopányi) Zöld János                                           | 1484                                   | |
| 41      | Perényi Imre                                                               | 1490-1519                              | A vármegye örökös főispánja, 1504-től az ország nádora |
| 42      | Perényi Péter                                                              | 1519-1570                              | Több Péterről lehet szó. Egyikük Imre fia (1502. k. – 1548 január), koronaőr és erdélyi vajda. De 1528-ban Bebek Ferencet, 1540-ben Perényi Ferencet is említik főispánként |
| 43      | Perényi Gábort                                                             | 1549-1565                              | Tárnokmester, az ország főkapitánya, a király tanácsosa |
| 44      | Perényi György                                                             | 1570-1665                              | Apáról és fiáról van szó. Perényi György, meghalt 1597-ben; özvegye Thurzó Anna, fia György (főispán: 1598-1638), a bárói cím elnyerője, Zempléni főispán volt. Első neje bribéri Melith Zsuzsa, a második Bornemisza Kata (özvegy Kállay Jánosné) volt . |
| 45      | Perényi Gábor                                                              | 1666-1676                              | Báró Perényi György fia, Abaúj vármegye örökös és Ugocsa vármegye főispánja volt. |
| 46      | Perényi István                                                             | 1676-1694                              | György Zsigmond fiától származó unokája, elődjének, Perényi Gábornak unokaöccse. |
| 47      | Perényi Pál                                                                | 1694/5-1697                            | Szintén György unokája, Imre fia. Ugocsa főispánja is. 1699-1700-ban báró Perényi Imre is szerepel főispánként. |
| 48      | Csáky Zsigmond (1665-1738)                                                 | 1702/1707-1738                         | Csáky István országbíró fia. Szepes és Abaúj vármegyék főispánja, Szendrő vár örökös kapitánya és főtárnokmester. 1732-ben ő iktatta be Lotaringiai Ferencet a pestmegyei főispánságba. Ő építtette Hidasnémeti hídját és ő állíttatta a Nepomuki János szobrot is, amelyen az 1748-as építés éve, valamint az építtető monogramja A. C. szerepel. |
| 49      | Csáky Antal (Lőcse 1702. május 18. – Kassa, 1764. február 24.)             | 1739-1764                              | Valóságos belső titkos tanácsos, a szepesi kamara elnöke Neje Berényi Anna volt |
| 50      | báró Orczy Lőrinc                                                          | 1764-1784                              | Főispán, költő, tábornok |
| 51      | báró Orczy László (1750. április 14. – 1807. április. 15)                  | 1785/1790-1807                         | Előbbinek Podmaniczky Judittól született fia. Császári és királyi kamarás, valóságos belső titkos tanácsos, alkincstárnok és Abauj vármegyei főispán volt. Feleségétől, Theresia von Abensberg–Trauntől gyermekei nem születtek. |
| 52      | Semsey András                                                              | 1807-1814                              | 1778-ban részt vett mint királyi biztos a Maroson túl fekvő úgynevezett bánsági három megye vissza-csatolásában és szervezésében, és Torontál megye alispánjává nevezték ki. 1786-ban királyi táblai ülnök, majd a hétszemélyes tábla bírája. Innen 1789-ben a magyar királyi udvari kancelláriához, 1791-ben a császári birodalmi kamarához került, és ott tanácsos lett. 1797-ben Ugocsa megye főispáni helyettese 1803-ban főispánja. 1802-ben február 26-án királyi személynök (Personalis), 1807-ben Abaúj vármegyei főispán, 1808-ban kamarai elnök lett, valóságos belső titkos tanácsos, és országos és értekezleti tanácsos. Szent István rend középkeresztes vitéze. Támogatta a Szirmay-féle vármegye-monográfiák elkészítését és megjelenését, Neje Perényi Anna volt (meghalt 1804. április 9-én, 41 éves korában). Lajos fiától származott unokája Semsey Andor volt |
| 53      | Barkóczy Ferenc                                                            | 1814-1820                              | Barkóczy János és Sztáray Leopoldina fia. Barkóczy Ferenc Hercegprímás unokaöccse. Feleségétől Themelly Máriától (meghalt Kassán, 94 évesen, 1867-ben) egy fia született János (1798-1872) |
| 54      | Eötvös Ignác                                                               | 1821-1837                              | Királyi főpohárnok, valóságos belső titkos tanácsos. |
| 55      | Comáromi István                                                            | 1838-1841                              | György főjegyző fia. Királyi tanácsos, főispáni helyettes, helytartó. 1845-ben halt meg 69 éves korában, Tornyosnémetiben temették el. Felesége Bárczay Borbála volt. |
| 56      | Károlyi Lajos (Bécs, 1799. szeptember 15 – Bécs, 1863. augusztus 28)       | 1841-1845                              | Károlyi József és Waldstein Erzsébet fia. Jogtudorságra 1819. november 21-én emeltetett. Császári és királyi kamarás, Csongrád megyének főispáni helyettese, 1836-ban a magyar gazdasági egyesület elnöke volt. 1841-ben Abaúj vármegye főispánjává nevezték ki, és 1842-ben iktatták be méltóságba. 1822. november 4-én feleségül vette Kaunitz-Rittberg Alajos herceg leányát, Ferdinandinát (1805-1862), akitől László (1824-52) és Alajos (1825-89) nevű fiai születtek. |
| 57      | Vitéz János (1782. 1862. június. 24.)                                      | 1845 – 1848. április 16.               | Született Felsőmérán, 1797. április 7-én. Másod, 1842-től első alispán Abaúj megyében, 1832/36-ban követ. 1842-ben királyi tanácsos lett. |
| 58      | Semsey Béla                                                                | 1848. április 20. – december 18.       | Albertként is szerepel |
| 57      | Jakabfalvy András (1804-1859)                                              | 1848. december 18. – 1849              | Református vallású földbirtokos Gagybátorban, 1836-ban országgyűlési követ, 1848-ban helyettes alispán és kormánybiztos, amiért internálták is pár hónapra. Az abaúji egyházmegyének még ifjan tanácsbírája lett. Jelen volt az 1848 évi pesti protestáns értekezleten. Egyházi irányú cikkei vannak a Protestáns Egyházi és Iskolai Lapban, hol egyebek közt főként a reformáció kezdetbeli mozzanataival foglalkozott (1842–44), és a Sárospataki Füzetekben, ahol különösen a francia és a skót egyházalkotmány fejlődését tárgyalta (1857–58.). Önállóan megjelent posztumusz műve: Egyházi politika különösen Magyarhonban. (Budapest, 1886.), |
| 58      | Comáromi József                                                            | 1849. május 16. – június 24.           | Comáromi István és Bárczay Borbála fia. Alispánból lépett elő, de nem sikerült azonnal találni valakit az alispáni tisztre ezért rövid ideig mindkét tisztet vitte. Felesége Bárczay Klementína, Bárczay Albert főispán testvére volt. Meghalt Kassán, 1889. június 3-án, 72 éves korában, |
|         | Olasz János                                                                | 1849 június- 1850                      | |
| 59      | Szirmay Sándor (1797. május 3.-1877. április 5.)                           |                                        | 1849 novemberében az országon új közigazgatást vezettek be, melynek során katonai kerületek, ezen belül pedig 15 polgári kerületet alakítottak ki. A Kassai kerület élére Szirmay Sándor grófot nevezték ki. Szirmay csak rövid ideig maradt hivatalában, 1850 áprilisában lemondott. Indoklása szerint a nép megnyugodott és újra hű lett a királyhoz. |
| 60      | Máriássy Ádám (1805-1879)                                                  | 1851. március 21. – 1860. december 18. | Máriássy János és Görgey Zsuzsánna fia |
| 61      | Péchy Manó                                                                 | 1860-1861                              | Lemondása után a főispáni címet 1864-ig viselte. |
| 62      | Lánczy József (Felsőlánc, 1808. augusztus 18. – Kassa, 1866. november 27.) | 1861. november 23.- 1865               | Főispáni helytartó 1864, majd 1865-ig főispán. Kassa város díszpolgára. Cikkei a Magyar Gazdában (1844. I. Üszögorvosság), a Gazdasági Lapokban (1857-58. Évszaki tudósítások Abauj-megye Homrogd vidékéről, A sertéstenyésztésről.) jelentek meg. Első felesége Martindes Mária volt, kinek halála után Kenessey Jankát (1814-1883) vette feleségül. Két gyermeke volt; a fiatalon elhunyt Imre és Ilona, Tomka Mór neje. |
| 62      | Péchy Manó                                                                 | 1865-1867                              | |
| 63      | Bárczy Albert                                                              | 1867-77                                | 1871-ig főispáni helytartó, utána főispán. 1867-ben Péchy Manóval egy időben vezette a vármegyét. Ez volt az egyetlen alkalom a vármegye történetében, viszont csak rövid ideig állt fenn, mivel Péchy visszalépett. |
| 64      | Darvas Imre                                                                | 1877-1881                              | |
| 65      | Péchy Zsigmond                                                             | 1881-1905                              | |
| 66      | Pongrácz Ferenc                                                            | 1905-1906                              | |
| 67      | Rakovszki András                                                           | 1906. április – 1906. szeptember       | |
| 68      | Puky András                                                                | 1906-1907                              | Főispáni teendőkkel megbízott alispán |
| 69      | Szalay László                                                              | 1907-1910                              | |
| 70      | Sziklay Ede                                                                | 1910-1917                              | |
| 71      | Szalay László                                                              | 1917-1918                              | |
| 72      | Hammersberg László                                                         | 1918. március – október                | |
| 73      | Gedeon Aladár                                                              | 1918. október – november               | |
| 74      | Horváth Elemér                                                             | 1918. november – 1919                  | |
|         | Patay Sámuel (1884-1966)                                                   |                                        | |

## Lásd még
- Abaúj-Torna vármegye
- Torna vármegye